# Pictogramme de danger
Cette page contient des caractères spéciaux ou non latins. S’ils s’affichent mal (▯, ?, etc.), consultez la page d’aide Unicode.
 (juin 2024).
Les informations dans cet article sont mal organisées, redondantes, ou il existe des sections bien trop longues. Structurez-le ou soumettez des propositions en page de discussion.
Avec le temps, il arrive que le contenu présent dans un article devienne désordonné. Il est souvent nécessaire de réorganiser l'article de fond en comble.
- Il faut tout d’abord répartir le contenu de l'article en plusieurs sections. Les informations doivent ensuite être exposées clairement et le plus synthétiquement possible, regroupées par sujet afin d'éviter les doublons. Quelqu'un cherchant une information précise doit pouvoir la trouver rapidement en lisant la section appropriée.
- À l'intérieur de chaque section, le texte, souvent initialement sous la forme de phrases éparses, doit être regroupé dans des paragraphes de quelques lignes, en assurant un enchaînement logique et une cohérence entre les phrases.
- Lorsque l'article ou l'une de ses sections développe trop longuement un point qui n'est pas dans le cœur du sujet traité, il convient de faire une synthèse et de transférer l'ancien contenu dans des articles plus appropriés (en cas de transfert, il faut impérativement respecter la procédure Aide:Scission).

Si vous pensez que ces points ont été résolus, vous pouvez retirer ce bandeau et améliorer le plan d'un autre article.

La tête de mort est le symbole du système général harmonisé indiquant un produit chimique toxique.

Un pictogramme de danger est un dessin conventionnel conçu pour signaler une substance ou un dépôt de matière dangereuse. L'emploi de ces pictogrammes est régi par la loi dans la plupart des pays et doit se conformer aux normes et recommandations internationales. La couleur du dessin et du fond du pictogramme, la forme du cadre et les mentions littérales éventuelles sont spécifiques de chaque type de risque.

## Pictogrammes internationaux
Depuis 2010, des symboles internationaux sur fond blanc dans un losange rouge sont mis en place par le système général harmonisé de classification et d'étiquetage des produits chimiques. Leur date d'introduction ou de remplacement obligatoire des anciens symboles varie par pays et diffère entre les substances et les préparations. Ils sont toutefois déjà reconnus de manière internationale. Le changement coïncide avec celui des Phrases R (risque) et Phrases S (sécurité), remplacés par les phrases H (hazard = danger) et P (précaution).

Explosif
Inflammable
Comburant
Gaz sous pression
Corrosif
Toxique
Toxique, irritant, sensibilisant, narcotique
Sensibilisant, mutagène, cancérogène, reprotoxique
Dangereux pour l'environnement

## Anciens pictogrammes européens
La codification des emballages et des substances dangereuse en Union européenne était réglementée jusqu'en 2015 dans la directive 93/21/CEE.
La signalétique des matières dangereuses était codifiée dans l'annexe II de la Directive 67/548/CEE. Une nomenclature consolidée avec les équivalences pour toutes les langues officielles de l'Union européenne était donnée dans la Directive 2001/59/CE.
Ces symboles ont été remplacés par les symboles internationaux.

Explosif (E)
Comburant (O)
Hautement inflammable (F)
Extrêmement inflammable (F+)
Toxique (T)
Très toxique (T+)
Nocif (Xn)
Irritant (Xi)
Corrosif (C)
Dangereux pour l'environnement (N)

## Signalétique usuelle
| Nom                       | Symbole | Unicode | Image                                                                                             |
| ------------------------- | ------- | ------- | ------------------------------------------------------------------------------------------------- |
| Poison                    | ☠       | U+2620  |                                                                                                   |
| Danger                    | ☡       | U+2621  |                                                                                                   |
| Radiations                | ☢       | U+2622  |                                                                                                   |
| Rayonnement ionisant      | ?       | ?       |                                                                                                   |
| Rayonnement non ionisant  | ?       | ?       |                                                                                                   |
| Danger biologique         | ☣       | U+2623  |                                                                                                   |
| Danger                    | ⚠       | U+26A0  |                                                                                                   |
| Haute tension             | ⚡      | U+26A1  |                                                                                                   |
| Arme chimique (U.S. Army) | N/A     | N/A     |                                                                                                   |
| Rayon laser               | ?       | ?       |                                                                                                   |
| Pollution lumineuse       | ?       | ?       | Avertissement sur les rayons lumineux, symbole D-W009 introduit par la norme allemande DIN 4844-2 |

| D'autres panneaux de danger sont représentés ici |

## Risques particuliers

### Risques liés à la radioactivité
|                           |  |                             |
| Danger radioactif (1946). |  | Danger radioactif (actuel). |

Signalisation proposée par l'IAEA et l'ISO en 2007.

Le pictogramme international signalant la présence de radiations (aussi appelé trèfle) fut proposé en 1946, par le Laboratoire de radioactivité de l'université de Californie à Berkeley. À l'époque, c'était un dessin de couleur magenta sur fond bleu (ci-contre à droite). La version actuelle est noire sur fond jaune, et le module du dessin est tel que, si le cercle central est de rayon R, les trois ailettes (séparées par des secteurs de 60° d'ouverture) sont inscrites entre un cercle de rayon de 1,5R et un cercle de rayon 5R.  Le 15 février 2007, l'Agence internationale de l'énergie atomique et l'Organisation internationale de normalisation ont proposé un nouveau pictogramme signalant un rayonnement ionisant pour compléter le « trèfle » de radioactivité.

### Danger biologique

Danger biologique.

Construction du pictogramme de danger biologique

Ce pictogramme a été conçu par le groupe Dow Chemical dans les années 1960 pour le conditionnement de ses produits.
Selon Charles Baldwin, un ingénieur du génie sanitaire impliqué dans cette signalétique : 
« Nous recherchions quelque chose n'ayant pas de signification particulière mais de facile à retenir, pour que nous puissions y former nos ouvriers. »
On peut construire le logogramme de danger biologique entièrement à la règle et au compas. Le contour de base du logo est un trèfle simple, obtenu comme trois cercles identiques se coupant mutuellement, comme un triple diagramme de Venn, dont on gomme ensuite l'intersection. Le diamètre de l'intersection centrale est la moitié du rayon R d'un cercle. Puis on évide les cercles de base par trois cercles tangents intérieurement, de rayon 2R/3. On trace un petit cercle au centre, de diamètre R/2, et les arcs sont gommés à 90°, 210° et 330°. On connecte les arcs des cercles tangents intérieurement au petit cercle par un trait. Enfin, on trace un anneau, limité par le cercle passant par les trois centres des cercles de base, et le cercle passant par les trois centres des cercles tangents intérieurement.

### Danger d'empoisonnement

Tête de mort.

Le logo à tête de mort, formé d'un crâne humain et de deux tibias entrecroisés sous le crâne, qui a toujours été symbole de danger, signale aujourd'hui spécifiquement les poisons et les substances toxiques.

Pictogramme Mr. Yuk.

Ce symbole, avec toutes ses variantes, est bien sûr d'abord celui du Jolly Roger, le pavillon traditionnel des pirates d'Europe et des États-Unis. Or aux États-Unis, des associations de consommateurs ayant montré que les étiquetages à tête de mort, par suite de l'association avec la piraterie, incitaient parfois les enfants à jouer avec des produits dangereux, un nouveau logo : Mr. Yuk, a localement fait son apparition pour des produits à usage domestique.

### Risque chimique

Autocollant de niveau de risque selon la recommandation américaine NFPA 704.

Un pictogramme européen pour les matières dangereuses : ici, il faut lire hautement inflammable (33) - essence (1203)

Le pictogramme Matières dangereuses s'applique aux conteneurs de produits chimiques présentant un risque particulier, chaque type de risque faisant l'objet d'une codification spécifique.
Monde anglo-saxon. - La National Fire Protection Association (NFPA), une organisation américaine, a émis une recommandation dite NFPA 704 pour la codification des produits inflammables. Cette codification, qui se répand dans le monde anglo-saxon, repose sur l'emploi d'un losange divisé en quatre quadrants colorés, portant un chiffre lié à la dangerosité (0 pour un risque nul, 4 pour un risque maximum) :
- le quadrant rouge indique le caractère inflammable ;
- le quadrant bleu a trait à la nocivité pour l'homme ;
- le quadrant jaune signale le caractère détonant (explosif) ;
- le quadrant blanc codifie toute autre sorte de danger n'entrant pas dans les trois premières catégories.

En Europe, la réglementation a été fixée par l'Accord ADR en ce qui concerne le transport par route. Les transports de matières dangereuses doivent être signalés par un panneau orange, où le chiffre du haut indique la nature du risque, et le chiffre du bas codifie le produit transporté.